# فينيس، فلوريدا
فينيس، فلوريدا هي مدينة في الولايات المتحدة، تتبع مقاطعة ساراسوتا (فلوريدا)، بلغ عدد سكانها 17٬764 نسمة، تبلغ مساحتها 43٫535091 كيلومتر مربع.

## المناخ
يظهر الجدول التالي التغييرات المناخية على مدار السنة لفينيس، فلوريدا:
| البيانات المناخية لـفينيس، فلوريدا | البيانات المناخية لـفينيس، فلوريدا | البيانات المناخية لـفينيس، فلوريدا | البيانات المناخية لـفينيس، فلوريدا | البيانات المناخية لـفينيس، فلوريدا | البيانات المناخية لـفينيس، فلوريدا | البيانات المناخية لـفينيس، فلوريدا | البيانات المناخية لـفينيس، فلوريدا | البيانات المناخية لـفينيس، فلوريدا | البيانات المناخية لـفينيس، فلوريدا | البيانات المناخية لـفينيس، فلوريدا | البيانات المناخية لـفينيس، فلوريدا | البيانات المناخية لـفينيس، فلوريدا | البيانات المناخية لـفينيس، فلوريدا |
| الشهر                              | يناير                              | فبراير                             | مارس                               | أبريل                              | مايو                               | يونيو                              | يوليو                              | أغسطس                              | سبتمبر                             | أكتوبر                             | نوفمبر                             | ديسمبر                             | المعدل السنوي                      |
| ---------------------------------- | ---------------------------------- | ---------------------------------- | ---------------------------------- | ---------------------------------- | ---------------------------------- | ---------------------------------- | ---------------------------------- | ---------------------------------- | ---------------------------------- | ---------------------------------- | ---------------------------------- | ---------------------------------- | ---------------------------------- |
| الدرجة القصوى °ف (°م)              | 89 (32)                            | 89 (32)                            | 90 (32)                            | 95 (35)                            | 97 (36)                            | 100 (38)                           | 100 (38)                           | 99 (37)                            | 99 (37)                            | 97 (36)                            | 91 (33)                            | 89 (32)                            | 100 (38)                           |
| متوسط درجة الحرارة الكبرى °ف (°م)  | 71.5 (21.9)                        | 73.4 (23.0)                        | 76.7 (24.8)                        | 80.7 (27.1)                        | 86.1 (30.1)                        | 89.1 (31.7)                        | 90.6 (32.6)                        | 90.7 (32.6)                        | 89.2 (31.8)                        | 84.7 (29.3)                        | 78.9 (26.1)                        | 73.7 (23.2)                        | 82.1 (27.8)                        |
| المتوسط اليومي °ف (°م)             | 61.4 (16.3)                        | 63.6 (17.6)                        | 67.2 (19.6)                        | 71.1 (21.7)                        | 76.8 (24.9)                        | 80.9 (27.2)                        | 82.3 (27.9)                        | 82.6 (28.1)                        | 81.0 (27.2)                        | 75.6 (24.2)                        | 69.3 (20.7)                        | 64.0 (17.8)                        | 73.0 (22.8)                        |
| متوسط درجة الحرارة الصغرى °ف (°م)  | 51.3 (10.7)                        | 53.9 (12.2)                        | 57.7 (14.3)                        | 61.5 (16.4)                        | 67.5 (19.7)                        | 72.8 (22.7)                        | 74.0 (23.3)                        | 74.6 (23.7)                        | 72.8 (22.7)                        | 66.6 (19.2)                        | 59.6 (15.3)                        | 54.4 (12.4)                        | 63.9 (17.7)                        |
| أدنى درجة حرارة °ف (°م)            | 23 (−5)                            | 26 (−3)                            | 31 (−1)                            | 38 (3)                             | 49 (9)                             | 56 (13)                            | 62 (17)                            | 65 (18)                            | 60 (16)                            | 36 (2)                             | 29 (−2)                            | 22 (−6)                            | 22 (−6)                            |
| معدل هطول الأمطار إنش (مم)         | 2.44 (62)                          | 2.24 (57)                          | 3.81 (97)                          | 2.48 (63)                          | 2.27 (58)                          | 7.50 (191)                         | 7.32 (186)                         | 7.78 (198)                         | 6.93 (176)                         | 3.57 (91)                          | 1.80 (46)                          | 2.34 (59)                          | 50.48 (1٬284)                      |
| المصدر: NOAA                       |                                    |                                    |                                    |                                    |                                    |                                    |                                    |                                    |                                    |                                    |                                    |                                    |                                    |

## أعلام
- جيمس فيرغسون
- إيرلي وين
- راي نيتشكه
- دوايت بيبودي
- بريان آهرني